# Schistura cincticauda
Schistura cincticauda är en fiskart som först beskrevs av Blyth, 1860.  Schistura cincticauda ingår i släktet Schistura och familjen grönlingsfiskar. IUCN kategoriserar arten globalt som otillräckligt studerad. Inga underarter finns listade i Catalogue of Life.